# Китайський езотеричний буддизм
Китайський езотеричний буддизм відноситься до традицій тантри та езотеричного буддизму, які процвітали серед китайського народу . Тантричні майстри Субгакарасінха, Ваджрабодхі та Амогаваджра заснували езотеричну буддистську традицію чжень'янь ( кит.: 真言 , «правдиве слово», «мантра»)  з 716 по 720 рр. за часів правління імператора Сюань-цзуна. Традиція чжень'янь була привнесена до Японії як буддизм школи сінгон, а також вплинула на корейський буддизм. За часів династії Сун (960–1279) відбулася друга хвиля поширення езотеричного буддизму. Практики езотеричного буддизму продовжували впливати в пізній імперський період, а тибетський буддизм також був впливовим під час періоду династії Юань. Від часів династії Мін (1368–1644) до сучасності езотеричні практики та вчення значною мірою поглинулися й злилися з іншими китайськими буддистськими традиціями.
У китайській мові традиції езотеричного буддизму також називаються Mìjiao (кит. 密教; тайне вчення), Mìzōng (密宗; тайна традиція) або Tángmì (唐密; езотерика (династії) Тан).

## Термінологія
У Китаї та країнах із великою частиною китайського населення, таких як Тайвань, Малайзія та Сінгапур, китайський езотеричний буддизм зазвичай називають Танмі (唐密 – «Езотерика династії Тан») або Ханьчуан Міцзунг (漢傳密宗 – «Ханьська езотерична традиція»), іноді скорочена як Ханмі (漢密 – «Ханьська таємна традиція»). Його подальший розвиток як японської школи, заснованої японським монахом Кукаєм, іноді називають Донгмі (東密) «Східна езотерична традиція», що свідчить про спадкоємність Танської езотеричної школи в Японії .
За часів династії Тан для позначення цих вчень використовувався термін «вчення мантр» ( чженьань цзяо真言教) і «шлях мантр» ( чженьян шен 真言乘).  Китайські тантрики, такі як Ваджрабодхі та Амогаваджра, також використовували термін Ваджраяна (Jin'gangsheng金剛乘). 
У більш загальному значенні китайський термін Mìzōng (密宗) «Езотерична традиція» та Mìjiào (密教, «Езотеричне вчення») — це популярні китайські терміни, які використовуються для позначення будь-якої форми езотеричного буддизму.

## Історія
Езотеричний буддизм – ваджраяна – виник в Індії орієнтовно у V ст. н.е..  Езотеричні вчення слідували Шовковим шляхом і морськими торговельними шляхами Південно-Східної Азії до Китаю, зв’язуючи китайський буддизм з індійським, південноазійським та індонезійським езотеричним буддизмом. Використання мантр і дхарані датується принаймні ІІ ст.  Тантричні матеріали з мантрами та дхарані починають з’являтися в Китаї протягом п’ятого століття. 
Використання мандал ( кит.: 曼荼羅 ) в Китаї сягає шостого століття.  Однак, хоча ці елементи були присутні, повноцінна ритуальна система виникла з появою езотеричного буддизму під час династії Тан. 

### Династія Тан
За часів династії Тан відбулось зростання ролі китайського тантричного буддизму.  Ранні перекладачі Тан, такі як Атікута, Бодхіручі, Їцзін і Манічінтана, працювали над тантричними текстами, наприклад Туолуоні джі цзін (陀羅尼集經) або Збірник закодованих інструкцій.
Протягом восьмого століття три великі майстри (ачар'ї) прибули з Індії до Китаю: Шубгакарасінха (637–735), Ваджрабодхі (671–741) і Амогаваджра (705–774). Завдяки цим трьом майстрам езотеричне вчення в Китаї досягло вершини своєї популярності. 

Чарльз Д. Орзек так описує піднесення цієї традиції:
|  | Спочатку ми бачимо переклад різноманітних текстів, що демонструють зростання інтересу до мантр і дхарані. Багато з цих текстів пропагують певний дхарані, ритуал і божество. По-друге, ми бачимо появу текстів, що представляють чіткі та ґрунтовні системи, що мають на меті систематизувати тексти, божеств і техніки "традиції мантр". Повний доступ до цих систем був доступний лише через ритуал абхішеки, що фактично символізував ритуальне перетворення учня на космічного повелителя. По-третє, ці процеси були санкціоновані імператорською владою протягом двадцятирічного періоду з 760-х до 780-х років. У цей період, особливо під час підтримки Дай-цзуном 代宗 (роки правління 762–779) Амоґаваджри (Bukong jin'gang 不空金剛 704–774), було створено значну релігійну та інституційну інфраструктуру, включаючи імператорські санкціоновані вівтарі для абхішеки в окремих монастирях та імператорських палацах для виконання ритуалів на користь держави; будівельні проекти, включаючи реконструкцію монастиря Цзіньґе 金閣寺 на горі Вутай 五台山; і визнання Манджушрі покровителем державних монастирів. Оригінальний текст (англ.) We first see the translation of a variety of texts representative of the growing interest in mantra and dhāraṇī. Many of these texts promote a particular dhāraṇī, ritual, and deity. Second, we see the advent of texts representing distinct and comprehensive systems that are meant to codify the swelling tide of mantric texts, deities, and techniques. Full entry into these systems was accessed only through abhiseka, effecting the ritual transformation of a disciple into a cosmic overlord. Third, these overarching systems were given what amounts to imperial imprimatur during the twenty year period from the 760s into the 780s. During this period, particularly during the period of Daizong's 代宗 (r. 762–779) support of Amoghavajra (Bukong jin'gang 不空金剛 704–774), significant religious and institutional infrastructure was put in place, including imperially sanctioned altars for abhiseka in certain monasteries and imperial palaces for the performance of rituals to benefit the state; construction projects, including the renovation of Jin'ge Monastery 金閣寺 on Mount Wutai 五台山; and the installation of Mañjuśrī as the patron in official government monasteries. |

За словами Джеффрі К. Гобла, Амогаваджра був найвпливовішим з них і його слід вважати справжнім засновником традиції чженьянь. Він переклав найбільшу кількість текстів (поступаючись лише Сюаньцзану), проводив ритуали для імператорської родини, навчав учнів з Японії та Кореї та був першим, хто отримав титули від імператорів Тан.   Гобл також стверджує, що причина того, що тантричний буддизм став популярним у цей період, полягає в подібності між їхніми буддистськими ритуалами та державними обрядами, які мали підтримувати імператора, забезпечуючи політичну стабільність та довговічність імперії. 
Амогаваджра допомагав державі династії Тан протистояти повстанню Ань Лушаня. Він проводив ритуали, які були нібито ефективними для призову надприродних сил заради знищення армії Ань Лушаня; до наслідків таких ритуалів включають і смерть одного з генералів Ань Лушаня, Чжоу Чжигуана.  
Внаслідок допомоги Амогаваджри в розгромі Ан Лушаня езотеричний буддизм став офіційною державною буддистською школою, підтримуваною династією Тан, «імперським буддизмом» з державним фінансуванням і підтримкою для написання/перекладу священних текстів, будівництва монастирів і храмів. Учні Амогаваджри проводили церемонії на користь держави та імператора.  Імператор Суцзун (肃宗, sù zōng) династії Тан був коронований Амогаваджрою як чакравартін після перемоги над Ан Лушанем у 759 році. 
Про буддистів-тантриків, які прийшли в Китай після Амогхаваджри, відомо набагато менше. Праджня (кит.: 般若; 744–бл. 810) був одним із останніх видатних перекладачів Тан, відомий своїм перекладом сутри Гандав’юха.  Незважаючи на відсутність сильного патронажу, яким езотеричний буддизм користувався за часів імператора Дай-цзуна (правління 762–779), є докази того, що практики та ритуали чженьянь продовжували бути ключовою частиною китайського буддизму протягом дев’ятого століття.  Навіть після гонінь на буддистів (845 р. н. е.), розпочатих танським імператором У-цзуном, традиція чженьянь продовжувала передавати й практикувати йогу Мантраяни аж до ранньої династії Сун, як показано в записах японських паломників. 

#### Вплив
Завдяки цьому нововиявленому престижу езотеричний буддизм сильно вплинув на решту китайського буддизму часів династії Тан . Цей престиж також привертав східноазійських паломників до центрів езотеричного буддизму, таких як Цинлун 青龍寺 і Сіншань 興善寺.  Традиція мантраяни також вплинула на інші китайські буддійські школи, такі як тяньтай, чань-буддизм і буддизм чистої землі, через прийняття ними мантр і дхарані як ритуальних форм, а також будівництво вівтарів.  Цей престиж також вплинув на популяризацію езотеричних божеств, таких як різні форми Авалокітешвари та Ваджрапані, які стали об'єктом поклоніння. 
У китайському буддизмі не було великої різниці між екзотеричними та езотеричними практиками, а Північна школа Чань навіть стала відомою своїми езотеричними практиками дхарані та мантр .   Найвидатніший учень Шубгакарасінхи, І Сін, який сам по собі був впливовою фігурою чженьянь, пізніше сповідував чань-буддизм . Послідовники баотанської школи Чань, заснованої Баотаном Учжу, також, здається, мали багато спільного із традицією чженьянь. 
З іншого боку, хоча східноазійська школа Йогачари Сюаньцзана і Тяньтай Чжії вже включали певні езотеричні практики та тексти до розповсюдження Мантраяни, вплив езотеричних елементів цих шкіл зріс в епоху езотеричного буддизму. 

Є також докази того, що практики езотеричного буддизму також вплинули на розвиток даосизму. 
Зростання ролі езотеричного буддизму в епоху Тан також очевидне за межами центральної частини Китаю: у Дуньхуані, Центральній Азії, Юньнані та Наньчжао.

#### Поширення за межами Китаю
Перед Великими антибуддистськими гоніннями майстер Кукай (774–835) з Японії приїхав до імперії Тан, щоб вивчити езотеричне вчення, викладене трьома індійськими майстрами. Кукай навчався у великого майстра Хуей-куо (746–805; яп. Keika). Стверджується, що він засвоїв повне вчення за два роки до повернення до Японії. Після повернення до Японії він заснував школу сінгон (真言宗), яку китайською мовою часто називають Донгмі (東密), «Східна езотерика», оскільки Японія географічно розташована на схід від Китаю. 
Майстер Сайчо (767–822) також привіз до Японії кілька езотеричних вчень, які були пов’язані з японською лінією школи Тяньтай (天台宗), яка китайською мовою називається Таймі (台密), де Тай означає Тай Тіантай. Донгмі і Таймі стали двома основними школами езотеричного буддизму в Японії.
Езотеричний буддизм також увійшов у корейське королівство Корьо (918–1392).

### Династії Ляо, Сун і Цзінь
Традиція чженьянь продовжувала практикуватись наприкінці епохи Тан і до ранньої династії Сун (960–1279), хоча й у більш обмеженому обсязі, ніж під час правління Тан.  Імператори династії Сун продовжували протегувати буддизму. Езотеричні божества, такі як Махавайрочана, Тисячорука Гуаньїнь і Марісі, також продовжували бути популярними, як і практикування мантр і дхарані. Престиж езотеричної традиції вплинув на те, що інші школи китайського буддизму, такі як Чань і Тяньтай, також перейняли практики мантраяни, що призвело до злиття вчень, яке продовжувалося впродовж часів династій Юань, Мін і Цін аж до сучасності.   
Езотеричний буддизм також був присутній у киданьській династії Ляо та тангутської Західної Ся . Держава Ся, зокрема, була під впливом тибетського буддизму та сприяла перекладу багатьох текстів на тангутську мову, багато з яких збереглися у знахідках у Хара-Хото . Після Ляо династія Цзінь побачила розвиток форм буддизму, що існували в Ляо. 

### Династія Юань
Ваджраяна також стала основною релігією Тибету та Західної Ся до моменту піднесення Монгольської імперії в тринадцятому столітті. Коли тибетці і тангути потрапили під владу монгольських вождів під час правління Мунке-хана (1209–1259), вони посилили свою проповідницьку діяльність на монгольських землях, зрештою навернувши керівництво та значну частину населення, а також допомогли в перекладі буддистських текстів монгольською мовою. Тож не дивно, що після монгольського завоювання Китаю та заснування династії Юань (1271–1368) імператори Юань зробили тибетський буддизм офіційною релігією Китаю, а тибетські ченці (або, як їх називали китайською мовою, «варварські ченці із Заходу», кит.: 西番僧 ) отримали заступництво при дворі.  Лами школи Сак’я, такі як Сак’я Пандіта, а також Каг’ю, ставали імператорськими наставниками монгольських ханів. До тантричного божества Махакали звертались у військових кампаніях для захисту армій, воно стало божеством-захисником держави Юань. Монахам мантраяни було надано безпрецедентний статус і привілеї, такі як храмові жертви та святині. 
Запровадження «таємного вчення вищого блаженства» (тантричної сексуальної практики) викликало чималий скандал серед китайських літераторів.  Загальною думкою серед деяких китайців було те, що це покровительство ламам спричинило широке поширення зіпсованих форм тантри.  Коли монгольську династію Юань було повалено та встановлено династію Мін, спонсорованих монголами лам було вигнано з двору, а буддизм Ваджраяни дехто засудив як неортодоксальний шлях.  Його демонізували як форму чаклунства та розпусти, що нібито спричинило падіння династії Юань. 
Однак, незважаючи на ці напади, тибетська Ваджраяна продовжувала поширюватися в Китаї й після падіння імперії Юань. Правителі Мін також були зацікавлені у тибетському тантричному буддизмі.  Багато перекладів тибетських текстів на китайську мову також було зроблено під час правління Юань, а тексти, пов’язані з вченням Сак’я поширювалися за часів Мін (1368–1644) і Цін (1636–1911), а також у Китайській Республіці (1912–1949). 

### Династії Мін і Цін
Під час династії Мін (1368–1644) імператори продовжували підтримувати та запрошувати до двору тибетських лам, у тому числі Дешіна Шекпу, 5-го Кармапу.  Таким чином тибетський буддизм продовжував поширюватися серед еліти та широких верств населення. Під час правління імператора Юнле (1402–1424) також було вирізано друкарські блоки для першого відомого досі друкованого Канг’юра, відомого як «Юнле Ганджур».  Це була найранніша і одна з найавторитетніших версій тибетського канону, яка сприяла подальшому поширенню тибетського буддизму в Китаї, Тибеті та Монголії.  У цей період також було зроблено багато перекладів тибетських тантричних текстів на китайську мову. Ще одне видання тибетського канону було надруковано в Пекіні в 1606 році. 
Під час правління Сюаньцзуна (1398–1435) тибетським монахам дозволили повернутися до палацу, а також дозволили жити в Пекіні. Імператор Чженде (правління 1491–1521) був відомий як практикуючий Ваджраяну та протегував тибетському буддизму, але його наступник, імператор Цзяцзін (правління 1521–1566), був даосистом, і за часів його правління тривали переслідування буддистів. 
Серед простого населення тибетський буддизм також набував популярності. Церемонії в тибетському стилі також увійшли в моду на весіллях і похоронах багатіїв. При цьому багато літераторів і придворних Мін продовжували нападати та висміювати релігію як поклоніння демонам і чаклунство. 
Династія Цін (1636–1912) протегувала школі тибетського буддизму гелуг, яка була офіційною релігією маньчжурської держави.   5-й Далай-лама відвідав Пекін під час правління імператора Шуньчжі, а також Лобсанг Палден Єше, 6-й Панчен-лама відвідав імператора Цяньлуна під час його 70-річчя в Ченде в 1780 році, що показує важливість тибетського буддизму в цю епоху. Щоб відзначити цю подію, імператор Цяньлун побудував храм Сюмі Фушоу в тибетському стилі.  Храм Пунін у тибетському стилі та храм Путуо Цзунчен також були побудовані під час правління імператора Цяньлуна. Цяньлун також був популяризатором мистецтва, яке процвітало під час його правління, і він особливо любив тибетські тханки. 
Під час череди війн та повстань, що охопили пізнішу імперію Цін, відбулось ослаблення спонсорування державою езотеричного буддизму. Роберт Гімелло зауважив, що в пізньому імперському Китаї езотеричні практики дхарані продовжувалися, а езотеричні практики, пов’язані з Кунді, були надзвичайно популярні як серед населення, так і серед еліти. 

### Сучасність

#### Тибетський буддизм
За часів Китайської Республіки (1912–1949) уряд вважав, що езотеричний буддизм ослаб після епохи Тан, і тому намагався відродити його на основі шкіл Тибету та Японії. 
У цей період тибетці їздили до Китаю, щоб викладати, а китайські монахи їздили до Тибету, щоб вчитися, у тому числі такі впливові монахи, як Ненхай (能海喇嘛, 1886–1967) і майстер Фацзунь (法尊, 1902–1980), які зіграли головні ролі у поширенні тибетського буддизму та перекладі священних текстів на сучасну китайську мову.  Ці дві фігури, обидві зі школи Гелуг, були ключовими в русі, відомому як «Рух відродження китайського тантричного буддизму» ( кит.: 密教復興運動 ). Китайські буддисти, такі як Дайонг (1893–1929), також їздили до Японії, щоб вивчити та повернути повні вчення таємниць Тан, передані буддизмом Тендай та Сінґон. 
Більшість робіт цього руху серйозно постраждала від Культурної революції .  Але тибетський буддизм продовжував процвітати за межами комуністичного Китаю в таких місцях, як Гонконг і Тайвань, а з 80-х і 90-х років у самому материковому Китаї. Проте тибетські буддисти залишаються під серйозним урядовим наглядом і контролем на материку. 
Моніка Еспозіто також писала про китайського ламу, який навчав чань-буддизму та традиції Ньінгма Дзогчен, відомого як Фахай-лама (1920–1991). Фахай намагався примирити тантризм і чань, стверджуючи, що Дзоґчен «можна асоціювати з подоланням останнього бар’єру в чань». 
Згідно з монографією Дена Смайера Ю на цю тему, тибетський буддизм зараз переживає відродження в деяких регіонах, таких як Цінхай і Сичуань, які він описує як «транскультурні, міжрегіональні, технічно підковані, обізнані з сучасною наукою та знайомі з економічною системою».  Грей Таттл зазначив, що на горі Утай з 1990-х років спостерігається зростання релігійної активності, яку очолювали ханьські, тибетські та монгольські послідовники тибетського буддизму. У цьому районі були побудовані або відремонтовані храми, монастирі та ступи. 
Існують також нові китайські тантричні буддисти, які не мають прямого зв’язку з традиційними інституціями, одним із найуспішніших (і суперечливих серед інших організованих буддійських груп) є Школа істинного Будди Лу Шен-єна, нова релігійна течія, яка ідентифікує себе як буддизм Ваджраяни, але включає місцеві китайські та тайванські релігійні ідеї. 

#### У сучасному китайському буддизмі
У наш час езотеричні традиції глибоко вкорінені в основні течії китайського буддизму та виражаються через різні ритуали, які використовують тантричні мантри та дхарані та шанування певних тантричних божеств, таких як Кунді та Акала . Одним із прикладів езотеричних практик, які все ще практикуються в багатьох китайських буддійських монастирях, є Шурангама-сутра та дхарані, розкрита в ній, Шурангама-мантрі, які особливо вплинули на китайську традицію чань. Іншим прикладом є ритуал годування голодних духів, який практикують як ченці, так і миряни під час Фестивалю голодних духів .  Ритуали покаяння, такі як Обряд звільнення води та землі, також включають різні езотеричні аспекти, такі як виклики езотеричних божеств.   

#### Нео-чженьянь
У сучасному Китаї, Тайвані та інших місцях Східної Азії, де переважає китайське населення, триває відродження езотеричного буддизму епохи Тан. Більшу частину цього відродження очолили китайські буддисти, які привласнили аспекти японського сінґон.  Є також невелика кількість центрів, які мають підтримку Конгобу-дзі, головного храму Коясан Сінгон-сю (школа буддизму Сінгон на горі Коя ) та його дочірніх храмів.
Відродження в основному пропагують китайські буддистські ченці та миряни, які подорожують на гору Коя, щоб пройти навчання, ініціацію та отримати передачу дхарми в традиції Сінґон, і які повертають езотеричні вчення та практики на свою батьківщину після закінчення навчання. Одним із прикладів храмів, які зазнали цього відродження, є храм Цінлун у Сіані, який є храмом предків, де проходив навчання Кукай, перш ніж принести езотеричне вчення до Японії. 
У той час як деякі з цих китайських ачар’їв вирішили офіційно залишитися під наглядом Коясана Шінгон-шу або Шінгон-шу Бузан-ха та служити як китайські філії японської Сінгон, багато інших мастерів вирішили відмежуватися від сінгон, заснувавши власні лінії передачі після повернення з Японії. Вони вважають себе відновлювачами чисто китайської традиції езотеричного буддизму, а не просто діють як емісари японської сінгон.   Деякі приклади:
- Mantra School Bright Lineage (真言宗光明流), яка має філії в Тайвані та Гонконгу. [57] [58]
- Гонконгська школа мантри для мирян-буддистів (香港佛教真言宗居士林), розташована в Гонконзі
- Лінія Женянь Самантабхадра (真言宗普賢流), яка в основному розташована на Тайвані. [57] [58]
  - Заснував Китайську буддійську академію Махаяни (中華大乘佛學會).
- Малайзійська Mahā Praṇidhāna Parvata Mantrayāna (马来西亚佛教 真言宗大願山), яка знаходиться в Малайзії. [57] [58]
- Minh Nguyệt Cư Sĩ Lâm (明月居士林), розташований переважно у В’єтнамі з філіями в Сполучених Штатах і Канаді.  [59]
- Xiu Ming Society (修明堂), яке розташоване в основному в Гонконзі, але також має філії в материковому Китаї та на Тайвані . [57] [58]
- Храм Махавайрочана (大毘盧寺), який має філії на Тайвані та в Америці .
- Буддійська академія Юаньжун (圓融佛學院), розташована в Гонконзі.
- Гора-Монастир Цінлун (青龍山不動寺), розташований на Тайвані. [57] [58]

## Основні практики
За словами Чарльза Д. Орзека та Ґенріка Х. Сьоренсена, «буддійські практики, пов’язані з використанням мудри, мантри та мандали, часто вважаються основними ознаками езотеричного буддизму».  Ці «три способи дії» або «ритуальні техніки» часто пов’язані з концепцією «Трьох таємниць» (sanmi 三密), «таємниць» тіла, мови та розуму та з ритуалом абхішека або посвячення, під час якого посвячені складали тантричні обітниці самаї . 
За словами Шубгакарасінхи, «Три способи дії — це три таємниці, а три таємниці — це три способи дії. Три тіла — це мудрість татгаґати Махавайрочани». 
Орзек і Сьоренсен описують тантричний ритуал абхішека наступним чином:
|  | Обітниці шепочуть на вухо того, кого посвячують, коли він або вона вперше готується увійти в мандалу. Із зав’язаними очима претендент кидає квітку на мандалу, щоб встановити кармічну спорідненість із певним божеством мандали. Пов'язку знімають, і претендент вперше бачить мандалу. Наступного дня посвячений розпочне процес навчання візуалізації божеств мандали — зазвичай Махавайрочани та Ваджрасаттви. Оригінальний текст (англ.) The vows are whispered in the ear of the candidate as he or she first prepares to enter the mandala. While blindfolded, the aspirant tosses a flower onto the mandala to establish a karmic affinity with a particular deity of the mandala. The blindfold is removed and the aspirant then glimpses the mandala for the first time. On the following day the initiate will begin the process of learning how to visualize the deities of the mandala—usually Mahāvairocana and Vajrasattva. |

Після цього посвяченого навчають таємним мудрам і мантрам його божества, і ці секрети виявляються не чим іншим, як вираженням розуму Будд. Завдяки використанню «трьох таємниць» посвячений ритуально відтворює тіло, мову та розум Будди; і завдяки ритуалу абхішека людина стає живим Буддою. 
Інші винятково езотеричні особливості включають ритуал <i>хома</i>, аджікан (阿字観) і дхарані. Використання ритуальної магії та заклинань для духовної та мирської користі також було характерною рисою китайського езотеричного буддизму. 

## Божества

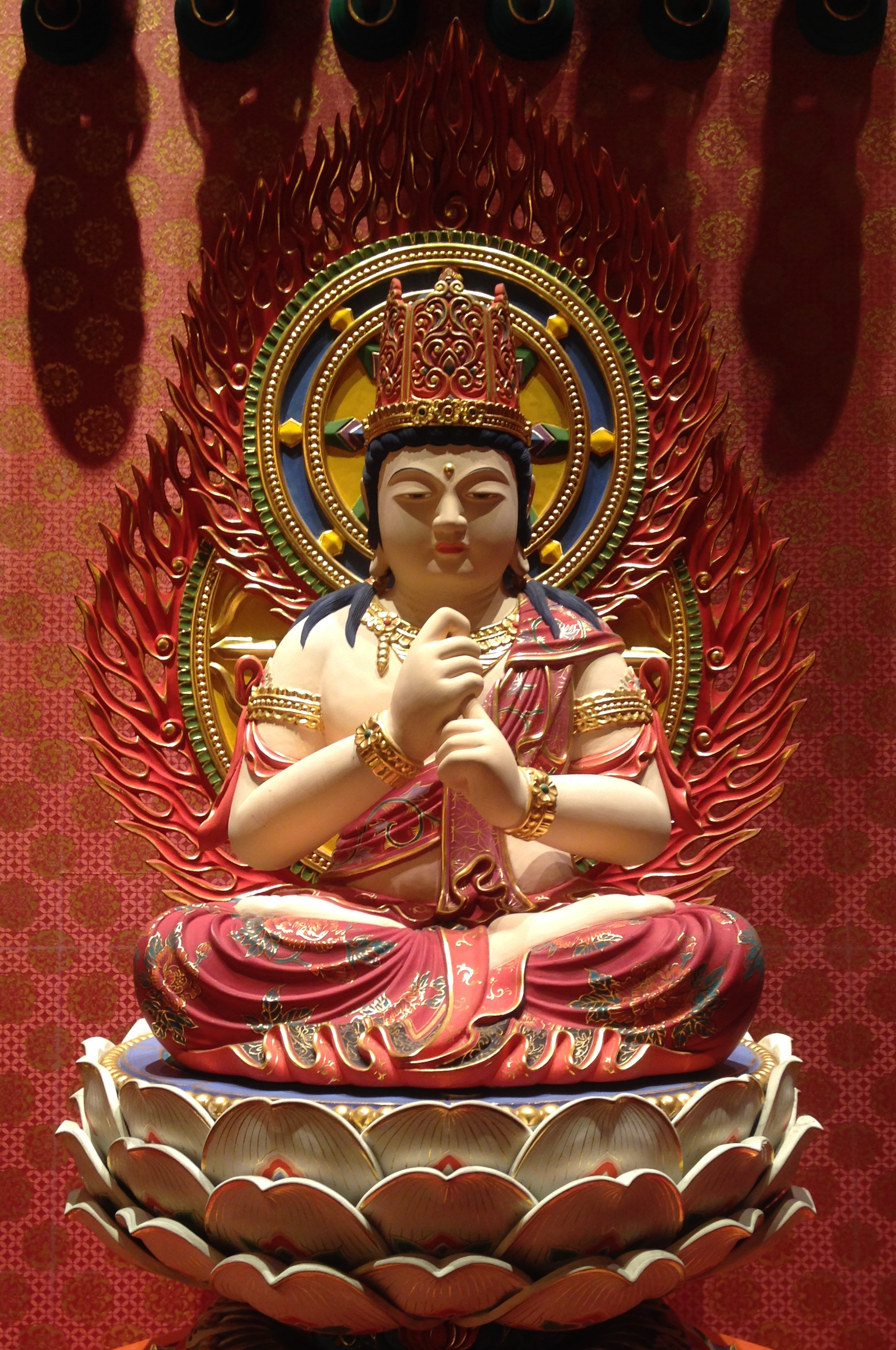
Вайрочана в храмі та музеї реліквії зуба Будди, Сінгапур

Езотеричний буддійський пантеон був здебільшого запозичений з Індії, але також включав місцеві божества. Головні фігури Будд, такі як Махавайрочана, шанувалися разом із свитою їхніх мандал. В езотеричному буддизмі спостерігався перехід від історичного Гаутами Будди до трансцендентної Махавайрочани, якого також називають «Велике Сонце». Ґаутама вважався формою Махавайрочани, вічного Будди та дхармакаї .  Головними Буддами езотеричного пантеону є П’ять Татхагатів .
Інші буддійські божества в китайській езотериці включали Бхайсаджягуру, Авалокітешвару (особливо тисячоозброєну форму), Хаягріву, Тару, Ваджрапані, Ваджрасаттву, Самантабхадру, Манджушрі, Акалу та Кунді . Тантрична богиня Кунді була об'єктом популярної окультної практики в китайському буддизмі за династії Тан.   
П'ять царів мудрості також були важливими фігурами-захисниками в буддизмі чженьянь.
Крім Будд і бодхісатв, також шанувались такі божества, як Шакра (Індра) (Yintuoluo 因陀羅), Брахма (Fantian 梵天), Вайю (Fengtian 風天) і Чандра (Yuetian 月天).

## Тексти
Основні тексти цієї традиції є частиною китайського буддійського канону, який міститься в томах 18-21 Тайшо Тріпітаки . Вони включають: 
Том 18
1. Махавайрочана тантра та пов'язані тексти (大日經類)
2. <i id="mwAl4">Ваджрашекхара-сутра</i> та пов’язані тексти (金剛頂經類), включаючи Гух’ясамаджа тантру та Хеваджра тантру
3. Сусуддхікара сутра та пов’язані тексти (蘇悉地經類)
4. Посібники з ритуалу Хома (護摩儀軌類)
5. Тексти, що стосуються обрядів ініціації (受戒法類)

Том 19
1. Ритуальні тексти будд (諸佛儀軌類)
2. Ритуальні тексти корон Будди (諸佛頂儀軌類)
3. Ритуальні тексти сутр (諸經儀軌類)

Том 20
1. Ритуальні тексти Авалокітешвари (諸觀音儀軌類)
2. Ритуальні тексти бодхісатв (諸菩薩儀軌類)
3. Ритуальні тексти Манджушрі (文殊儀軌類)

Том 21
1. Ритуальні тексти відьярадж (諸明王儀軌類)
2. Ритуальні тексти богів тощо. (諸天等儀軌類)
3. Дхарані-сутри (諸陀羅尼經類)

Існують інші китайські езотеричні роботи поза китайською Тріпітакою, включаючи матеріал, знайдений у Дуньхуані, і тексти, знайдені у Юньнані.